# Petr Elfimov
Petr Elfimov (Mahilou, 15 de fevereiro de 1980) é um cantor bielorrusso que representou o seu país no Festival Eurovisão da Canção 2009. Na semifinal em Moscou ele terminou em 13.º, não se classificando para a final. Ele venceu o Grande Prêmio do Slavianski Bazaar em 2004 na competição internacional de cantores pop do festival de Vitebsk. E em 2018 ele se juntou à banda russa de power metal Grand Courage, como vocalista e compositor. Receptor da Medalha de Francysk Skaryna.

## Fotos

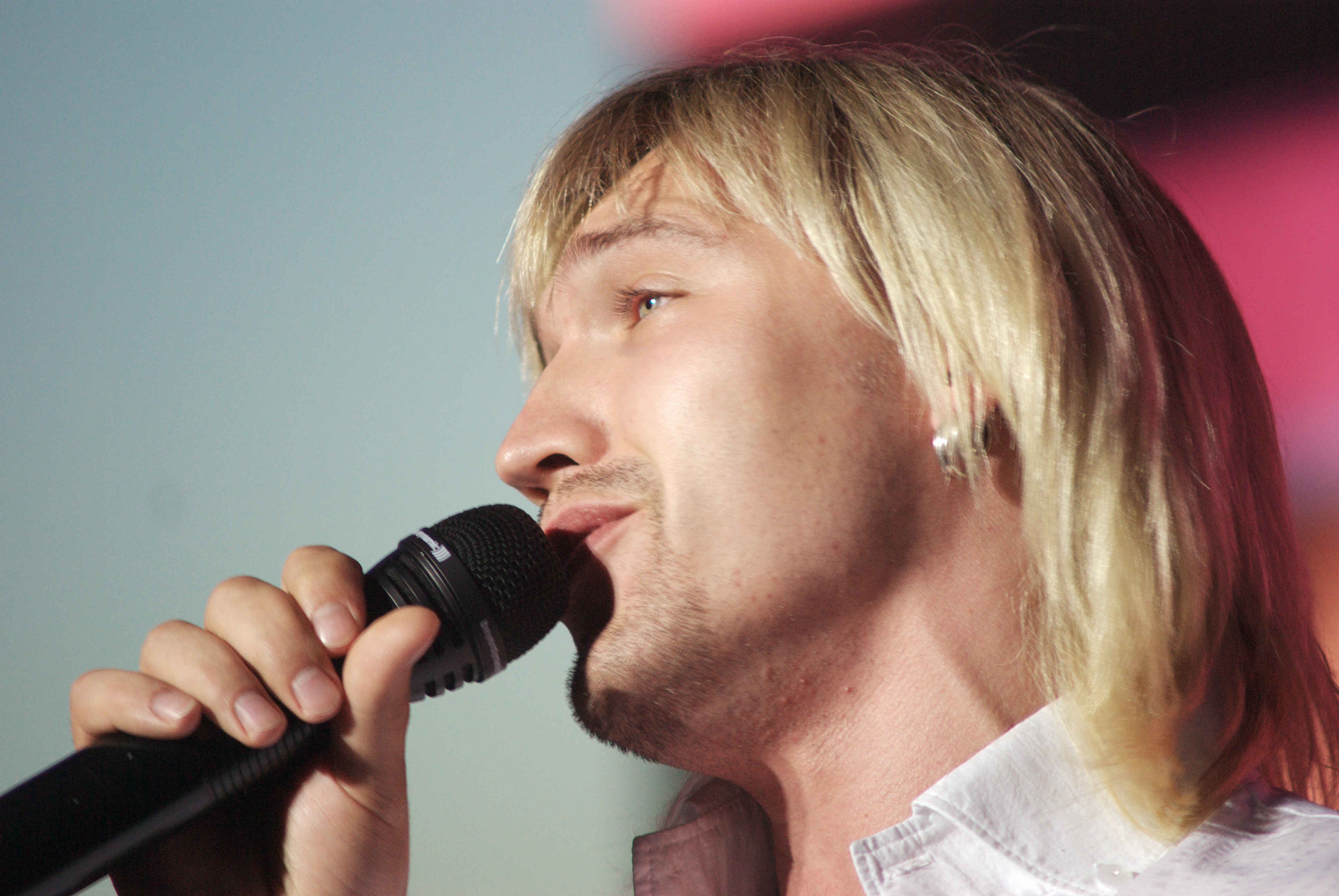
Em 2008
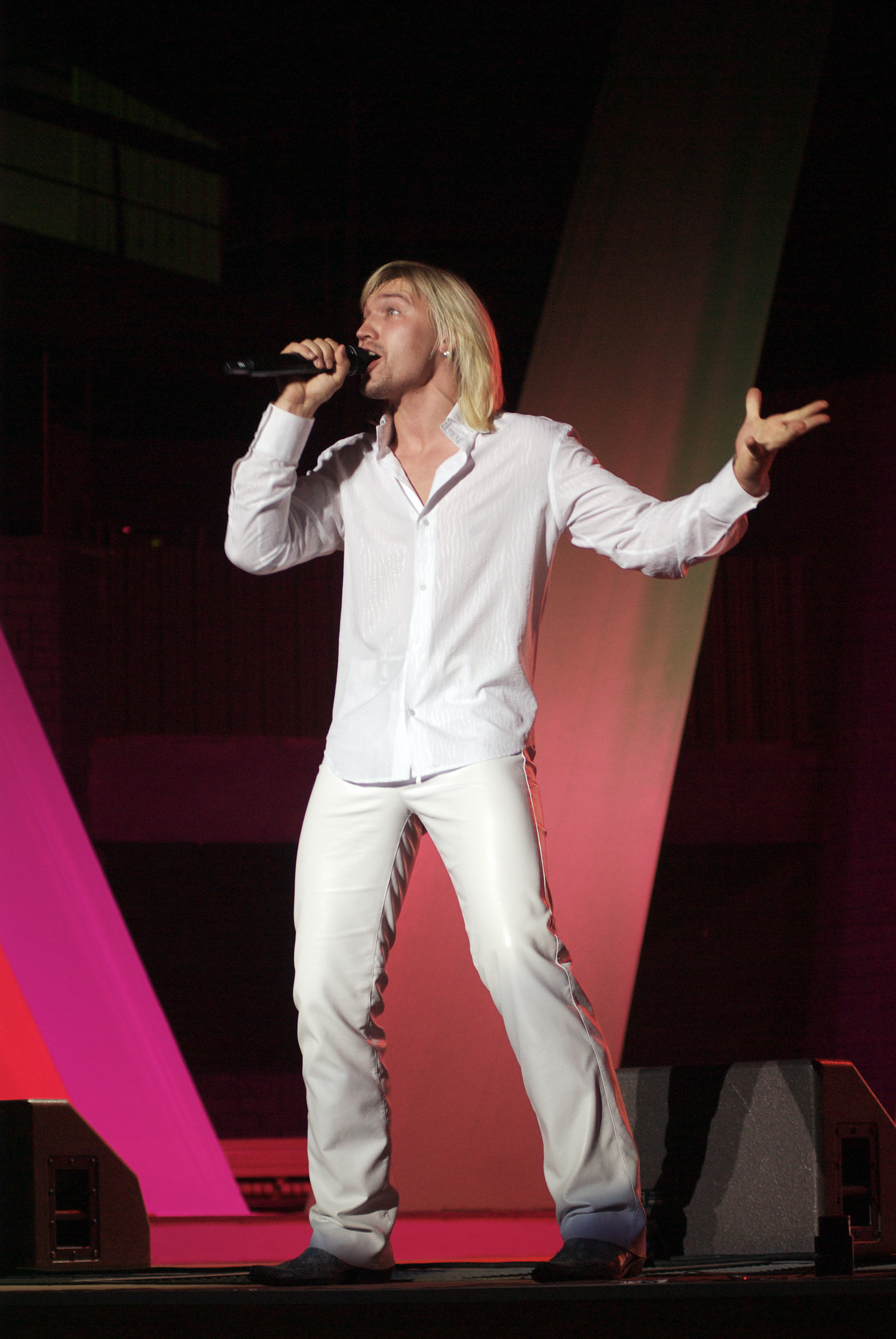
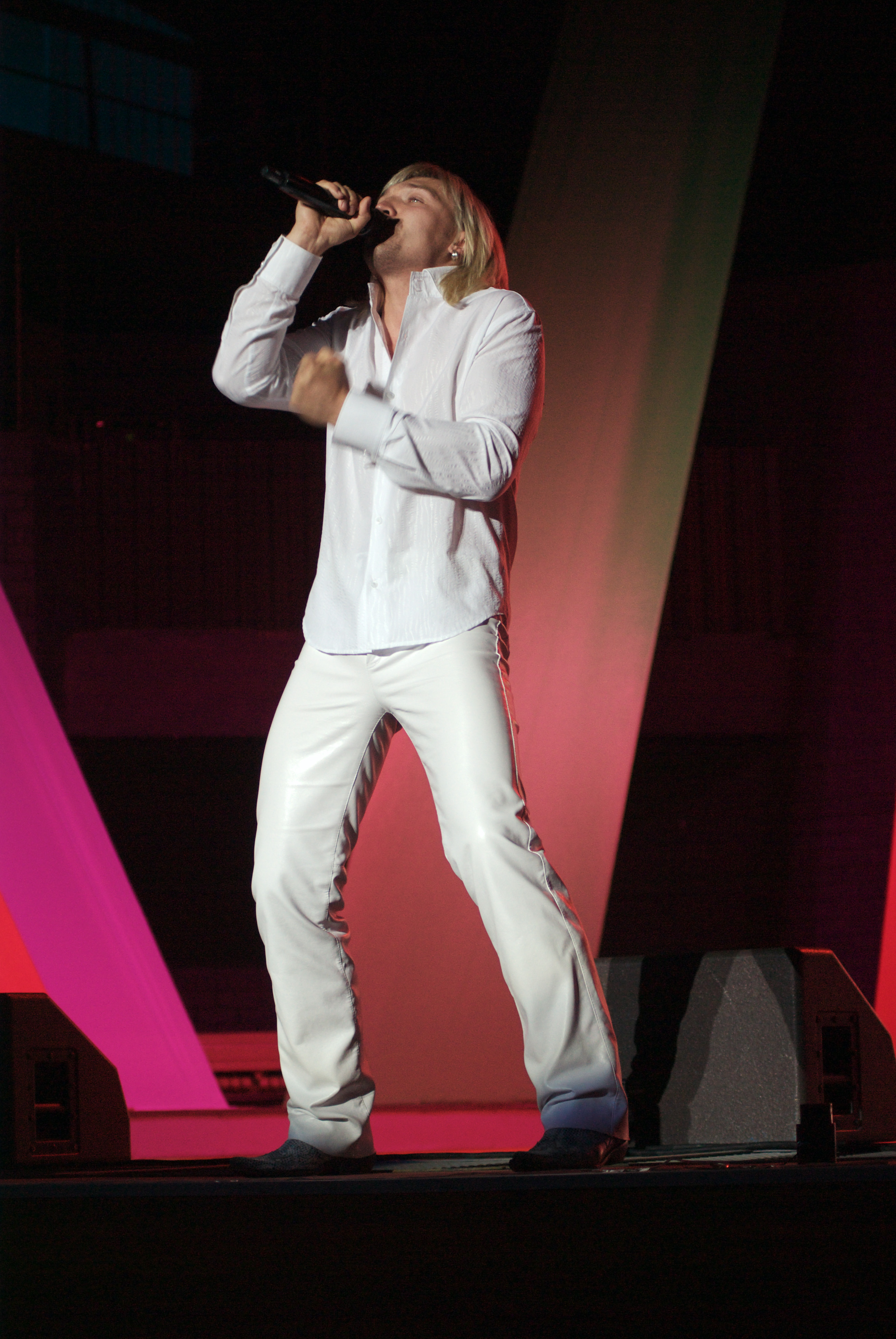